# Opulence
„Opulence” este EP-ul de debut a rapperiței americane Brooke Candy lansat pe data de 6 mai 2014 pe cale digitală de către casa de discuri RCA Records împreună cu single-ul de debut Opulence care a fost lansat pe data de 30 aprile 2014.

## Lista pieselor
| Nr.             | Titlu                                            | Autor(i)                                                             | Lungime |  |
| 1.              | „Opulence”                                       |                                                                      | 2:24    |  |
| 2.              | „Pop Rock”                                       | Robert Shea Taylor Sia Furler                                        | 2:56    |  |
| 3.              | „Bed Squeak”                                     | Brooke Candy Jesse St. John Alexander Castillo Vasquez Allan P Grigg | 3:02    |  |
| 4.              | „Feel Yourself (Alcohol)” (featuring Cory Enemy) | Candy Cory Nitta St. John Patrice Delacour Michel Claude Sanchez     | 3:46    |  |
| 5.              | „Godzillionaire”                                 | Candy Jesse Shatkin Furler Jimmy Joliff                              | 2:55    |  |
| Lungime totală: | Lungime totală:                                  | Lungime totală:                                                      | 15:04   |  |